# Coupe des clubs champions arabes de football 1999
Navigation
Djeddah 1998 Djeddah 2000
La Coupe arabe des clubs champions 1999 est la quinzième édition de la Coupe arabe des clubs champions de football. Organisée au Caire en Égypte, elle regroupe les clubs des pays arabes les plus performants de leur championnat national (champion, vice-champion ou vainqueur de la coupe nationale). Après un tour préliminaire entre les représentants du Maghreb et le Golf, les huit équipes sont réparties en deux poules de quatre et s'affrontent une fois. Les deux premiers de chaque groupe disputent la phase finale, en match à élimination directe.
C'est le club saoudien d'Shabab FC qui remporta cette édition, après avoir battu en finale les syriens d'Jaish SC par le score de deux buts à zéro.

## Équipes participantes
- WA Tlemcen - Tenant du titre
- Ittihad FC - Champion d'Arabie Saoudite
- Ahly SC - Champion d'Égypte
- Mahalla SC - Champion de Libye
- Shabab FC - Vainqueur de la Coupe d'Arabie Saoudite
- Weehdat SC - Vice-champion de Jordanie
- Jaish SC - Champion de Syrie 1998
- Khadamat RC - Champion de Palestine 1998
- Salmiya SC - Champion du Koweit 1998
- Riffa SC - Champion de Bahrein 1998
- Wehda SC - Champion du Yémen 1998
- Hilal AC - Champion du Soudan 1998
- Sharjah FC - Vainqueur de la Coupe des EAU 1998
- Arabi SC - Invité d'honneur
- Oman SC - Invité d'honneur
- OC Béja - Invité d'honneur
- ASC Mauritel - Invité d'honneur

## Compétition

### Phase Qualificative

#### Zone 1 (Golf arabique)
| Rang | Équipe        | Pts | J | G | N | P | Bp | Bc | Diff |  | Résultats (▼ dom., ► ext.) |  |     |     |     |     |     |
| ---- | ------------- | --- | - | - | - | - | -- | -- | ---- |  | -------------------------- |  | --- | --- | --- | --- | --- |
| 1    | Ittihad FC    | 15  | 5 | 5 | 0 | 0 | 15 | 2  | +13  |  | Ittihad FC                 |  | 3-0 | 2-0 | 3-0 | 2-1 | 5-1 |
| 2    | Al-Salmiya SC | 12  | 5 | 4 | 0 | 1 | 9  | 3  | +6   |  | Al-Salmiya SC              |  |     | 2-0 | 2-0 | 3-0 | 2-0 |
| 3    | Riffa SC      | 9   | 5 | 3 | 0 | 2 | 12 | 6  | +6   |  | Riffa SC                   |  |     |     | 5-0 | 3-1 | 4-1 |
| 4    | Al-Arabi SC   | 4   | 5 | 1 | 1 | 3 | 4  | 12 | -8   |  | Al-Arabi SC                |  |     |     |     | 2-2 | 2-0 |
| 5    | Sharjah FC    | 2   | 5 | 0 | 2 | 3 | 6  | 12 | -6   |  | Sharjah FC                 |  |     |     |     |     | 2-2 |
| 6    | Oman Club     | 1   | 5 | 0 | 1 | 4 | 4  | 15 | -11  |  | Oman Club                  |  |     |     |     |     |     |

- Note : le Ittihad FC s'est retiré à la fin, il a été remplacé par le club bahreïni Riffa SC.

#### Zone 2 (Mer rouge)
| Rang | Équipe        | Pts | J | G | N | P | Bp | Bc | Diff |  | Résultats (▼ dom., ► ext.) |  |     |     |
| ---- | ------------- | --- | - | - | - | - | -- | -- | ---- |  | -------------------------- |  | --- | --- |
| 1    | Al-Shabab FC  | 6   | 2 | 2 | 0 | 0 | 6  | 0  | +6   |  | Al-Shabab FC               |  | 4-0 | 2-0 |
| 2    | Al-Wehda      | 3   | 2 | 1 | 0 | 1 | 5  | 7  | -2   |  | Al-Wehda                   |  |     | 5-3 |
| 3    | Al Hilal Club | 0   | 2 | 0 | 0 | 2 | 3  | 7  | -4   |  | Al Hilal Club              |  |     |     |

#### Zone 3 ( Maghréb Arab )
- Note : le club libyen Almahalla SC est disqualifié et le club mauritanien ASC Mauritel s'est retiré à la fin, ils ont été remplacés par le club tunisien Olympique de Béja.

#### Zone 4 ( Al-Hilal Al-Khassib )
| Rang | Équipe         | Pts | J | G | N | P | Bp | Bc | Diff |  | Résultats (▼ dom., ► ext.) |  |     |     |
| ---- | -------------- | --- | - | - | - | - | -- | -- | ---- |  | -------------------------- |  | --- | --- |
| 1    | Al-Jaish SC    | 6   | 2 | 2 | 0 | 0 | 3  | 0  | +3   |  | Al-Jaish SC                |  | 2-0 | 1-0 |
| 2    | Al-Wehdat SC   | 3   | 2 | 1 | 0 | 1 | 4  | 3  | +1   |  | Al-Wehdat SC               |  |     | 4-1 |
| 3    | Khadamat Rafah | 0   | 2 | 0 | 0 | 2 | 1  | 5  | -4   |  | Khadamat Rafah             |  |     |     |

### Tournoi Final
- le programme du tournoi final paru sur le journal algerien , le quotidien d'oran N° 1424 du mercredi 22 septembre 1999 page 24 .

### Premier tour
Groupe A
| Rang | Équipe        | Pts | J | G | N | P | Bp | Bc | Diff |  | Résultats (▼ dom., ► ext.) |  |     |     |     |
| ---- | ------------- | --- | - | - | - | - | -- | -- | ---- |  | -------------------------- |  | --- | --- | --- |
| 1    | Al-Shabab FC  | 6   | 3 | 2 | 0 | 1 | 6  | 1  | +5   |  | Al-Shabab FC               |  | 0-1 | 1-0 | 5-0 |
| 2    | Al-Salmiya SC | 6   | 3 | 2 | 0 | 1 | 3  | 2  | +1   |  | Al-Salmiya SC              |  |     | 1-0 | 1-2 |
| 3    | Al-Wehdat SC  | 3   | 3 | 1 | 0 | 2 | 3  | 3  | 0    |  | Al-Wehdat SC               |  |     |     | 3-1 |
| 4    | WA Tlemcen    | 3   | 3 | 1 | 0 | 2 | 3  | 9  | -6   |  | WA Tlemcen                 |  |     |     |     |

Groupe B
| Rang | Équipe            | Pts | J | G | N | P | Bp | Bc | Diff |  | Résultats (▼ dom., ► ext.) |  |     |     |     |
| ---- | ----------------- | --- | - | - | - | - | -- | -- | ---- |  | -------------------------- |  | --- | --- | --- |
| 1    | Al-Jaish SC       | 6   | 3 | 2 | 0 | 1 | 6  | 2  | +4   |  | Al-Jaish SC                |  | 0-2 | 2-0 | 4-0 |
| 2    | Al Ahly SC        | 5   | 3 | 1 | 2 | 0 | 4  | 2  | +2   |  | Al Ahly SC                 |  |     | 1-1 | 1-1 |
| 3    | Olympique de Béja | 4   | 3 | 1 | 1 | 1 | 3  | 3  | 0    |  | Olympique de Béja          |  |     |     | 2-0 |
| 4    | Riffa SC          | 1   | 3 | 0 | 1 | 2 | 1  | 7  | -6   |  | Riffa SC                   |  |     |     |     |

### Phase finale
|  | Demi-finales       | Demi-finales |              |   | Finale | Finale |
|  | Demi-finales       | Demi-finales |              |   | Finale | Finale |
|  |                    |              |              |   |        |        |
|  |                    |              |              |   |        |        |
|  |                    |              |              |   |        |        |
|  | Al-Shabab FC t.a.b | 1 (3)        |              |   |        |        |
|  | Al-Shabab FC t.a.b | 1 (3)        |              |   |        |        |
|  | Al Ahly SC         | 1 (2)        |              |   |        |        |
|  | Al Ahly SC         | 1 (2)        | Al-Shabab FC | 2 |        |        |
|  |                    |              | Al-Shabab FC | 2 |        |        |
|  |                    | Al-Jaish SC  | 0            |   |        |        |
|  | Al-Jaish SC        | Al-Jaish SC  | 0            | 2 |        |        |
|  | Al-Jaish SC        |              |              | 2 |        |        |
|  | Al-Salmiya SC      | 1            |              |   |        |        |
|  | Al-Salmiya SC      | 1            |              |   |        |        |

| Coupe des clubs champions arabes Al-Shabab FC 2e titre |